# Diagramma
Diagramma – rodzaj ryb z rodziny luszczowatych.

## Klasyfikacja
Gatunki zaliczane do tego rodzaju:
- Diagramma centurio
- Diagramma labiosum
- Diagramma melanacrum
- Diagramma pictum
- Diagramma punctatum